# 통구현
통구현은 수입면과 김화군 통구면의 신라시대부터 고려시대까지 행정구역이다. 고구려 시대에는 매이현이었으며 뜻을 한자로 적어 수입현이라고도 했다. 고려시대에 기성현과 회양군 수입면에 분할 편입되었다.